# ワジディ・ケシリダ
ワジディ・ケシリダ（1995年11月5日 - ）はチュニジアのサッカー選手。ポジションはDF。アトロミトスFC所属。

## 経歴
2016年9月10日のESザルジス戦でデビュー。
2021-22シーズンはセリエAのUSサレルニターナ1919に加入する。前半戦はポジションを確立するが、怪我で離脱して以降は出場機会を失った。
2022年8月29日、アトロミトスFCと2年契約を結んだ。

### 代表
2019年3月29日、エスワティニ代表戦でA代表デビュー。

## 代表歴

### 出場大会
- チュニジア代表
  - 2022 FIFAワールドカップ

### 試合数
- 国際Aマッチ 29試合 0得点（2019年-）[5]

| チュニジア代表 | 国際Aマッチ | 国際Aマッチ |
| 年             | 出場        | 得点        |
| -------------- | ----------- | ----------- |
| 2019           | 10          | 0           |
| 2020           | 2           | 0           |
| 2021           | 6           | 0           |
| 2022           | 3           | 0           |
| 2023           | 8           | 0           |
| 2024           |             |             |
| 通算           | 29          | 0           |